# Columbia Center
Columbia Center je najviši neboder u Seattleu kao i najviša zgrada u američkoj saveznoj državi Washington. Visina zgrade s krovom iznosi 284,2 m a s antenom 294,74 m. S tom visinom se smatra najvišom zgradom zapadno od rijeke Mississippi, 20. najvišom u SAD-u te 84. najvišom u cijelome svijetu.
Neboder ima 76 katova koji su namijenjeni uredskim prostorijama kao i 7 podzemnih katova. Time je Columbia Center zgrada s najviše katova zapadno od Mississippija.
Izgradnja objekta je započela 1982. a dovršena je 1985. Za arhitekturu zgrade bila je zadužena arhitektonska tvrtka Chester Lindsey Architects a za strukturno inženjerstvo firma Magnusson Klemencic Associates (bivši Skilling Helle Christiansen Robertson).

## Dizajn
Jedan od glavnih građevinskih materijala koji se koristio na izgradnji zgrade bio je Rosa Purino granit. Struktura zgrade se sastoji od tri geometrijskih konkavnih fasada zbog čega zgrada izgleda kao tri kule koje stoje uz bok. Izvorno je zgrada dizajnirana da bude visoka 306,5 m ali zbog saveznih propisa koje izdaje Federalna zrakoplovna administracija (FAA) nije dozvoljeno da zgrada bude toliko visoka zbog obližnjeg aerodroma.
Na 73. katu se nalazi observatorij koji posjetiteljima pruža pogled na Seattle i okolicu dok su posljednji 75. i 76. kat u privatnom vlasništvu Columbia Tower Cluba te se tamo nalaze restoran, bar, biblioteka i sobe za sastanke. Podzemni hol povezuje zgradu s obližnjom zgradom općine.
Zgrada je izvorno nazvana Columbia Center od svojih početaka kada se počela graditi. Kako su se mijenjali vlasnici, tako se i mijenjao naziv nebodera u Columbia Seafirst Center (Seafirst Bank) i Bank of America Tower (Bank of America). Tada je zgrada imala i nadimak BOAT (Bank of America Tower).
U studenom 2005. zgrada vraća naziv Columbia Center dok Bank od America i dalje ima podružnicu u njoj. Također, svoje urede u neboderu ima i web tvrtka Amazon.com.
Columbia Center je domaćin najvećeg vatrogasnog natjecanja na svijetu. Oko 1.300 vatrogasaca iz cijelog svijeta se penje do 69. kata u punoj vatrogasnoj opremi.

## Teroristički napad 11. rujna 2001.
16. lipnja 2004. komisija koja je istraživala teroristički napad na SAD 11. rujna 2001. je izvjestila da je izvorni plan napada bila otmica deset putničkih zrakoplova. Od toga bi se dva zrakoplova koristila za rušenje dviju najviših zgrada u saveznim državama Washingtonu i Kaliforniji - Columbia Center i U.S. Bank Tower.